# Бон-Сусесу-ду-Сул
Бон-Сусесу-ду-Сул (порт. Bom Sucesso do Sul) — муниципалитет в Бразилии, входит в штат Парана. Составная часть мезорегиона Юго-запад штата Парана. Входит в экономико-статистический микрорегион Пату-Бранку. Население составляет 3050 человек на 2007 год. Занимает площадь 195,867 км². Плотность населения — 15,7 чел./км².

## История
Город основан 1 января 1993 года.

## Статистика
- Валовой внутренний продукт на 2003 год составляет 55 286 180,00 реалов (данные: Бразильский институт географии и статистики).
- Валовой внутренний продукт на душу населения на 2003 год составляет 17 158,96 реалов (данные: Бразильский институт географии и статистики).
- Индекс развития человеческого потенциала на 2000 год составляет 0,776 (данные: Программа развития ООН).

## География
Климат местности: субтропический.